# Município de Rush (condado de Champaign, Ohio)
O município de Rush (em inglês: Rush Township) é um município localizado no condado de Champaign no estado estadounidense de Ohio. No ano de 2010 tinha uma população de 2.613 habitantes e uma densidade populacional de 31,8 pessoas por km².

## Geografia
O município de Rush encontra-se localizado nas coordenadas 40° 10′ 29″ N, 83° 32′ 44″ O. Segundo a Departamento do Censo dos Estados Unidos, o município tem uma superfície total de 82.16 km², da qual 82,07 km² correspondem a terra firme e (0,11 %) 0,09 km² é água.

## Demografia
Segundo o censo de 2010, tinha 2.613 habitantes residindo no município de Rush. A densidade populacional era de 31,8 hab./km². Dos 2.613 habitantes, o município de Rush estava composto pelo 96,4 % brancos, o 0,46 % eram afroamericanos, o 0,46 % eram amerindios, o 0,46 % eram asiáticos, o 0,08 % eram de outras raças e o 2,14 % eram de uma mistura de raças. Do total da população o 0,57 % eram hispanos ou latinos de qualquer raça.